# Étienne-Louis Boullée

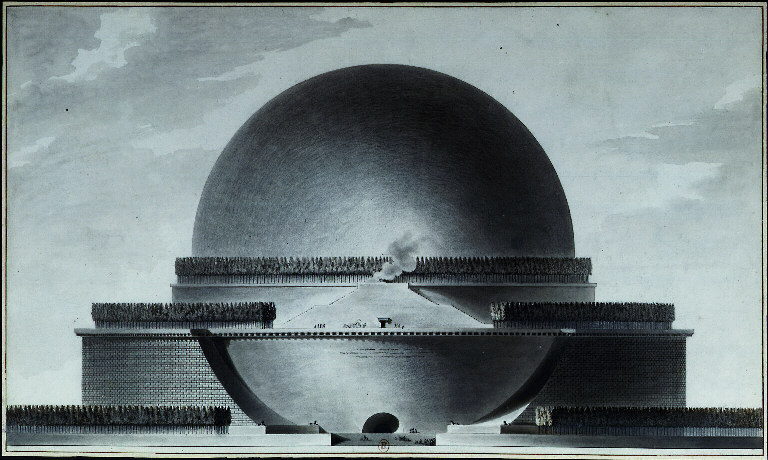
Étienne-Louis Boullée, Projekt mauzoleum Newtona, widok z zewnątrz, 1784

Étienne-Louis Boullée (ur. 12 lutego 1728 w Paryżu, zm. 4 lutego 1799) – francuski architekt klasycystyczny. Uważany jest, obok Claude’a Nicolasa Ledoux, za jednego z najważniejszych architektów klasycystycznych we Francji.

## Życiorys
W latach 1744–1747 Étienne-Louis Boullée uczył się architektury u Jacques-François Blondela, Germain Boffranda i Jean-Laurent Legeay. W 1747 roku otworzył własną szkołę nauczającą architektury.
15 lat później został wybrany do Académie royale d'architecture (Królewskiej Akademii Architektury) i został nadwornym architektem Fryderyka II. W 1778 roku został mianowany architektem Hôtel des Invalides. W 1795 roku został członkiem Académie des Beaux-Arts i Institut de France.

## Projekty

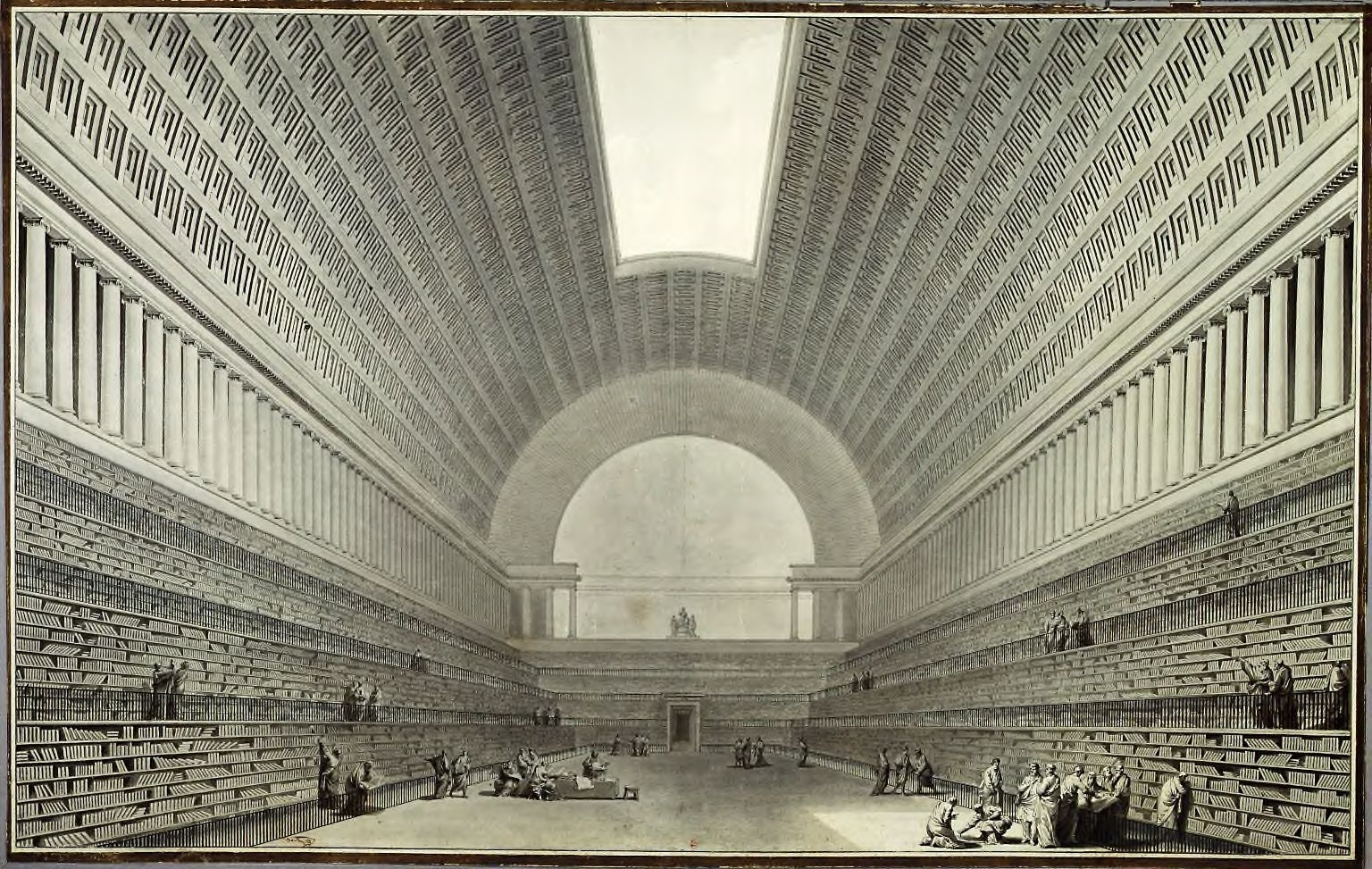
Boullée, Etienne-Louis – Wnętrze Biblioteki Królewskiej, projekt, 1785

Pierwsze zlecenia, które otrzymywał Boullée począwszy od 1752 roku, polegały głównie na przebudowie bądź zmianach wystroju istniejących już budynków. W 1754 roku prowadził prace w kościele św. Rocha w Paryżu (église Saint-Roch).
Między 1762 a 1778 zaprojektował sporą liczbę prywatnych budynków, z których do dziś przetrwał tylko hôtel Alexandre (nazywany także Soult) przy ulicy de la Ville l’Évêque w Paryżu. Prowadził także liczne przebudowy. W 1780 roku zaprojektował pałac dla Karola X.
W 1784 roku wykonał nigdy niezrealizowany projekt mauzoleum Izaaka Newtona w kształcie kuli o średnicy około 150 metrów.